# Capilla de Saint-Aubert
La capilla de Saint-Aubert es una capilla románica del siglo XII situada en la comuna francesa de Monte Saint-Michel, en la región de Baja Normandía. Está catalogada como Monumento histórico de Francia desde febrero de 1908 y forma parte del conjunto "Monte Saint-Michel y su bahía" que fue declarado Patrimonio de la Humanidad por la Unesco en 1979
Es un pequeño edificio rectangular construido en una protuberancia rocosa en el extremo noroeste del monte de Saint-Michel. Como sugiere su estilo románico elemental, habría sido construida alrededor del  siglo XII, probablemente por orden de Robert de Torigni (abad de 1154 a 1186), en honor a Saint Aubert.